# Bergslagsgatan
Bergslagsgatan är en cirka 200 m lång gata i stadsdelen Gullbergsvass i centrala Göteborg. Den fick sitt namn 1882 efter närheten till Bergslagsbanans stationshus. År 1879 hade Bergslagernas Järnvägar öppnat för trafik. Gatan sträcker sig mellan Gullbergsvassgatan och Nils Ericssonsgatan.